# خاوی گررا
خاوی گررا (انگلیسی: Javi Guerra؛ زادهٔ ۱۳ مهٔ ۲۰۰۳) بازیکن فوتبال است که در پست هافبک برای والنسیا سی‌اف مستایا بازی می‌کند.
وی همچنین در تیم ملی فوتبال زیر ۱۹ سال اسپانیا بازی کرده‌است.